# Saint Lucia na Letnich Igrzyskach Olimpijskich 2016
Saint Lucia na Letnich Igrzyskach Olimpijskich 2016, które odbyły się w Rio de Janeiro, reprezentowało 5 zawodników – 3 mężczyzn i 2 kobiety.
Był to szósty start reprezentacji Saint Lucia na letnich igrzyskach olimpijskich.

## Reprezentanci

### Lekkoatletyka
Mężczyźni
| Zawodnik    | Konkurencja | Eliminacje | Eliminacje | Ćwierćfinał | Ćwierćfinał | Półfinał | Półfinał | Finał | Finał   |
| Zawodnik    | Konkurencja | Wynik      | Miejsce    | Wynik       | Miejsce     | Wynik    | Miejsce  | Wynik | Miejsce |
| ----------- | ----------- | ---------- | ---------- | ----------- | ----------- | -------- | -------- | ----- | ------- |
| Jahvid Best | 100 m       | BYE        | BYE        | 10,39       | 7.          | NQ       | NQ       | NQ    | NQ      |

Kobiety
| Zawodniczka      | Konkurencja | Kwalifikacje | Kwalifikacje | Finał | Finał   |
| Zawodniczka      | Konkurencja | Wynik        | Miejsce      | Wynik | Miejsce |
| ---------------- | ----------- | ------------ | ------------ | ----- | ------- |
| Levern Spencer   | Skok wzwyż  | 1,94         | 1. Q         | 1,93  | 6.      |
| Jeanelle Scheper | Skok wzwyż  | 1,89         | 25.          | NQ    | NQ      |

### Pływanie
Mężczyźni
| Zawodnik      | Konkurencja    | Eliminacje | Eliminacje | Półfinał | Półfinał | Finał | Finał   |
| Zawodnik      | Konkurencja    | Czas       | Miejsce    | Czas     | Miejsce  | Czas  | Miejsce |
| ------------- | -------------- | ---------- | ---------- | -------- | -------- | ----- | ------- |
| Jordan Augier | 100 m dowolnym | 23,28      | 45.        | NQ       | NQ       | NQ    | NQ      |

### Żeglarstwo
Kobiety
| Zawodniczka             | Konkurencja  | Wyścig | Wyścig | Wyścig | Wyścig | Wyścig | Wyścig | Wyścig | Wyścig | Wyścig | Wyścig | Wyścig | Punkty | Finałowa pozycja |
| Zawodniczka             | Konkurencja  | 1      | 2      | 3      | 4      | 5      | 6      | 7      | 8      | 9      | 10     | M*     | Punkty | Finałowa pozycja |
| ----------------------- | ------------ | ------ | ------ | ------ | ------ | ------ | ------ | ------ | ------ | ------ | ------ | ------ | ------ | ---------------- |
| Stephanie Devaux-Lovell | Laser Radial | 29     | 25     | 30     | 33     | 30     | 29     | 24     | 3      | 27     | 30     | NQ     | 226    | 29.              |